# I. Apepi
Apóphisz (görög: Άποφις, trónnevei: Nebhepesré, Aakenenré, Aauszerré) egyiptomi fáraó a második átmeneti kor idején, a XV. dinasztia ötödik, legjelentősebb uralkodója. Az Egyiptomot megszálló hükszoszok közé tartozott, párhuzamosan uralkodott a délen hatalmon lévő XVII. dinasztiával. Uralkodása alatt tört ki a thébai uralkodócsalád vezette háború, mely a hükszószok kiűzéséhez és Egyiptom újraegyesítéséhez, ezzel az újbirodalom kezdetéhez vezetett.

## Trónnevei
| N5 | nb · F23 |

| N5 | nb · F23 |

Több uralkodói nevet is használt uralma különböző szakaszaiban: Nebhepesré (nb ḫpš rˁ; „Ré az erő ura”), Aakenenré (ˁ3 ḳn n rˁ; „Ré ereje nagy”) és Aauszerré (ˁ3 wsr rˁ, szintén „Ré ereje nagy”). Emiatt több egyiptológus úgy vélte, két különböző király létezett: Aauszerré Apepi és Aakenenré Apepi, mára azonban biztos, hogy csak egy Apepi létezett, és egy Hamudi nevű király követte a trónon.

## Uralkodása
Apja nem volt fáraó, Apepi valószínűleg bitorlóként lépett trónra Hian halála után, annak fia, Janasszi helyett. Nem építkezett, ehelyett korábbi uralkodók emlékeit sajátította ki: II. Amenemhat két szfinxére és Szemenhkaré két szobrára vésette saját nevét.
A torinói királypapirusz szerint negyven évig uralkodott, valószínűleg az i. e. 1500-as évek első felében, amennyiben riválisai közül Kamoszét túlélte, de Jahmeszt nem. Uralma alatt tartotta Alsó-Egyiptomot és a mai Palesztina egyes részeit, székhelye Avariszban volt. Egyiptom és Elő-Ázsia más részei valószínűleg az adófizetői voltak. I. e. 1550 körül elpusztította Jerikót. Uralkodása első felében hatalmasabb volt, mint a déli országrész thébai urai, akikkel ebben az időben békésen kereskedett.

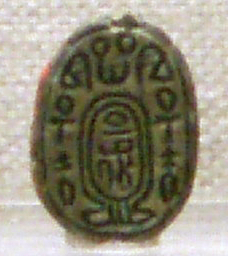
Szkarabeusz Apepi utolsó trónnevével

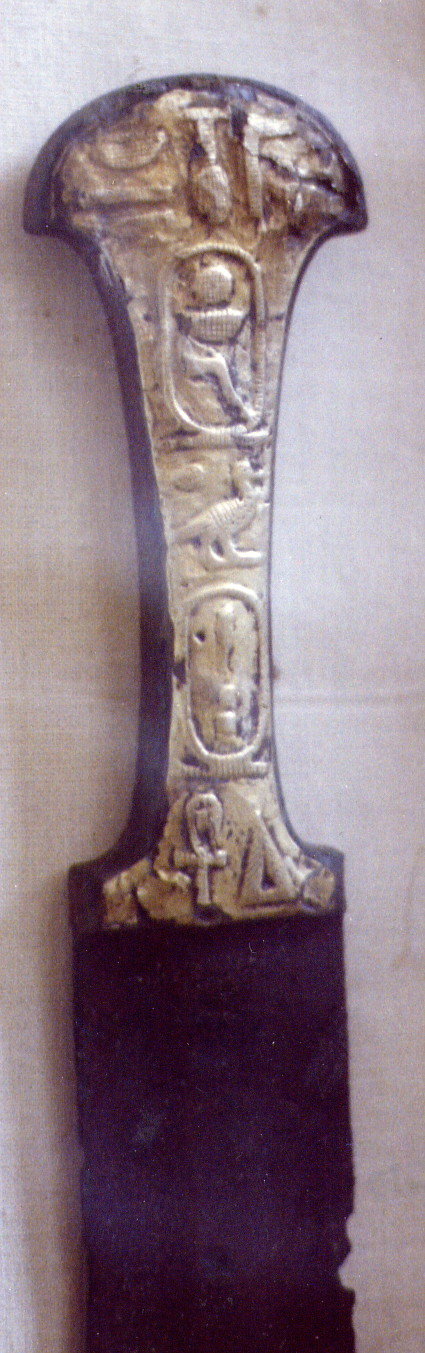
Tőr Nebhepesré Apepi nevével

A legenda szerint a Thébában uralkodó Szekenenrének Apepi casus belliként azt üzente, hogy a thébai vízilovak ordítása miatt nem tud aludni. A thébai hercegek – a párhuzamosan uralkodó XVII. dinasztia – és Apóphisz között kitört háborúskodást Szekenenré utóda Kamosze folytatta, ő elfoglalta a Hermopolisz melletti Neferuszi városát, s ostrom alá fogta Avariszt. A hükszósz fővárost Kamosze nem tudta elfoglalni, ez az őt követő I. Jahmesznek sikerült csak. Apepi halála után alig tizenöt évvel a hükszószokat teljesen kiűzték Egyiptomból.
A ramesszida korban feljegyzik, hogy Széthet imádta: „Széth istent választotta urának. Nem imádott egyetlen más istent sem az egész földön, egyedül Széthet.” Jan Assmann úgy tartja, mivel az egyiptomiak nem tudtak elképzelni egy magányos, személyiség nélküli istenséget, Széth, akit egyedül imádtak, a gonoszság megtestesülését jelképezte.

## Családja
Két lánytesvére ismert, Tani és Ziwat. Előbbi nevét egy avariszi szentély ajtaja és egy áldozóasztalka, utóbbiét egy Spanyolországban talált edény őrzi.
Egy Apepi nevű herceg, aki egy ma Berlinben őrzött pecsétről ismert, valószínűleg a fia. Leánya, Herit egy, a nevével díszített vázáról ismert, melyet a thébai AN B sírban találtak, ez jelentheti, hogy Herit valamikor egy thébai uralkodó felesége volt, de azt is, hogy a vázát Avarisz elfoglalása után a fosztogatók vitték magukkal Thébába.